# Pamexis
Pamexis är ett släkte av insekter. Pamexis ingår i familjen myrlejonsländor.
Kladogram enligt Catalogue of Life:
| Pamexis | \| \| Pamexis bifasciata \| \| \| \| \| \| Pamexis contaminata \| \| \| \| \| \| Pamexis karoo \| \| \| \| \| \| Pamexis lutea \| \| \| \| \| \| Pamexis namaqua \| \| \| \| |
|         | \| \| Pamexis bifasciata \| \| \| \| \| \| Pamexis contaminata \| \| \| \| \| \| Pamexis karoo \| \| \| \| \| \| Pamexis lutea \| \| \| \| \| \| Pamexis namaqua \| \| \| \| |
|         | Pamexis bifasciata |
|         | |
|         | Pamexis contaminata |
|         | |
|         | Pamexis karoo |
|         | |
|         | Pamexis lutea |
|         | |
|         | Pamexis namaqua |
|         | |